# Фостер (округ)
Округ Фостер (англ. Foster County) располагается в штате Северная Дакота, США. Официально образован в 1873 году. По состоянию на 2013 год, численность населения составляла 3366 человека.

## География
По данным Бюро переписи США, общая площадь округа равняется 1 675,732 км2, из которых 1 644,652 км2 — суша, и 12,000 км2, или 1,780 % — это водоёмы.

## Население
По данным переписи населения 2000 года в округе проживает 3759 жителей в составе 1 540 домашних хозяйств и 1 031 семья. Плотность населения составляет 2,00 человека на км2. На территории округа насчитывается 1793 жилых строения, при плотности застройки около 1,00-го строения на км2. Расовый состав населения: белые — 99,02 %, афроамериканцы — 0,13 %, коренные американцы (индейцы) — 0,43 %, азиаты — 0,05 %, гавайцы — 0,00 %, представители других рас — 0,37 %, представители двух или более рас — 0,00 %. Испаноязычные составляли 0,19 % населения независимо от расы.
В составе 31,00 % из общего числа домашних хозяйств проживают дети в возрасте до 18 лет, 57,50 % домашних хозяйств представляют собой супружеские пары, проживающие вместе, 6,40 % домашних хозяйств представляют собой одиноких женщин без супруга, 33,00 % домашних хозяйств не имеют отношения к семьям, 30,60 % домашних хозяйств состоят из одного человека, 16,00 % домашних хозяйств состоят из престарелых (65 лет и старше), проживающих в одиночестве. Средний размер домашнего хозяйства составляет 2,39 человека, и средний размер семьи 2,99 человека.
Возрастной состав округа: 26,20 % — моложе 18 лет, 5,50 % — от 18 до 24, 25,90 % — от 25 до 44, 21,00 % — от 45 до 64, и 21,00 % — от 65 и старше. Средний возраст жителя округа — 40 лет. На каждые 100 женщин приходится 98,80 мужчин. На каждые 100 женщин старше 18 лет приходится 95,80 мужчин.
Средний доход на домохозяйство в округе составлял 32 019 USD, на семью — 40 469 USD. Среднестатистический заработок мужчины был 31 442 USD против 19 750 USD для женщины. Доход на душу населения составлял 17 928 USD. Около 7,60 % семей и 9,30 % общего населения находились ниже черты бедности, в том числе — 10,90 % молодежи (тех, кому ещё не исполнилось 18 лет) и 12,40 % тех, кому было уже больше 65 лет.